# Lygromma domingo
Lygromma domingo is een spinnensoort in de taxonomische indeling van de Prodidomidae.
Het dier behoort tot het geslacht Lygromma. De wetenschappelijke naam van de soort werd voor het eerst geldig gepubliceerd in 1981 door Norman I. Platnick & Mohammad U. Shadab.